# Минье (Эндр)
Минье́ (фр. Migné) — коммуна во Франции, в регионе Центр, департамент Эндр.
Коммуна расположена на расстоянии около 250 км на юг от Парижа, 140 км на юг от Орлеана, 31 км на запад от Шатору.

## Население
Население — 275 человек (2007).
| 1793 | 1800 | 1806 | 1821 | 1831  | 1836 | 1841 | 1846 | 1851 | 1856 | 1861 | 1866 | 1872 | 1876 | 1881 | 1886 | 1891 |
| ---- | ---- | ---- | ---- | ----- | ---- | ---- | ---- | ---- | ---- | ---- | ---- | ---- | ---- | ---- | ---- | ---- |
| 972  | 966  | 795  | 941  | 1 149 | 946  | 890  | 892  | 907  | 920  | 896  | 923  | 844  | 896  | 903  | 946  | 962  |

| 1896 | 1901 | 1906  | 1911  | 1921 | 1926 | 1931 | 1936 | 1946 | 1954 | 1962 | 1968 | 1975 | 1982 | 1990 | 1999 | 2007 |
| ---- | ---- | ----- | ----- | ---- | ---- | ---- | ---- | ---- | ---- | ---- | ---- | ---- | ---- | ---- | ---- | ---- |
| 963  | 988  | 1 046 | 1 026 | 774  | 739  | 766  | 696  | 679  | 545  | 512  | 506  | 407  | 330  | 321  | 296  | 275  |

## Достопримечательности
- Старинная церковь XV века, разрушена протестантами в 1568-1569 годах.
- Хор старинной церкви с алтарём, ставший ризницей в новой церкви.
- Группа башен на границе с Росне высотой до 350 м, служащих антеннами для передачи информации французским подводным лодкам (передатчик HWU).

## Фотографии

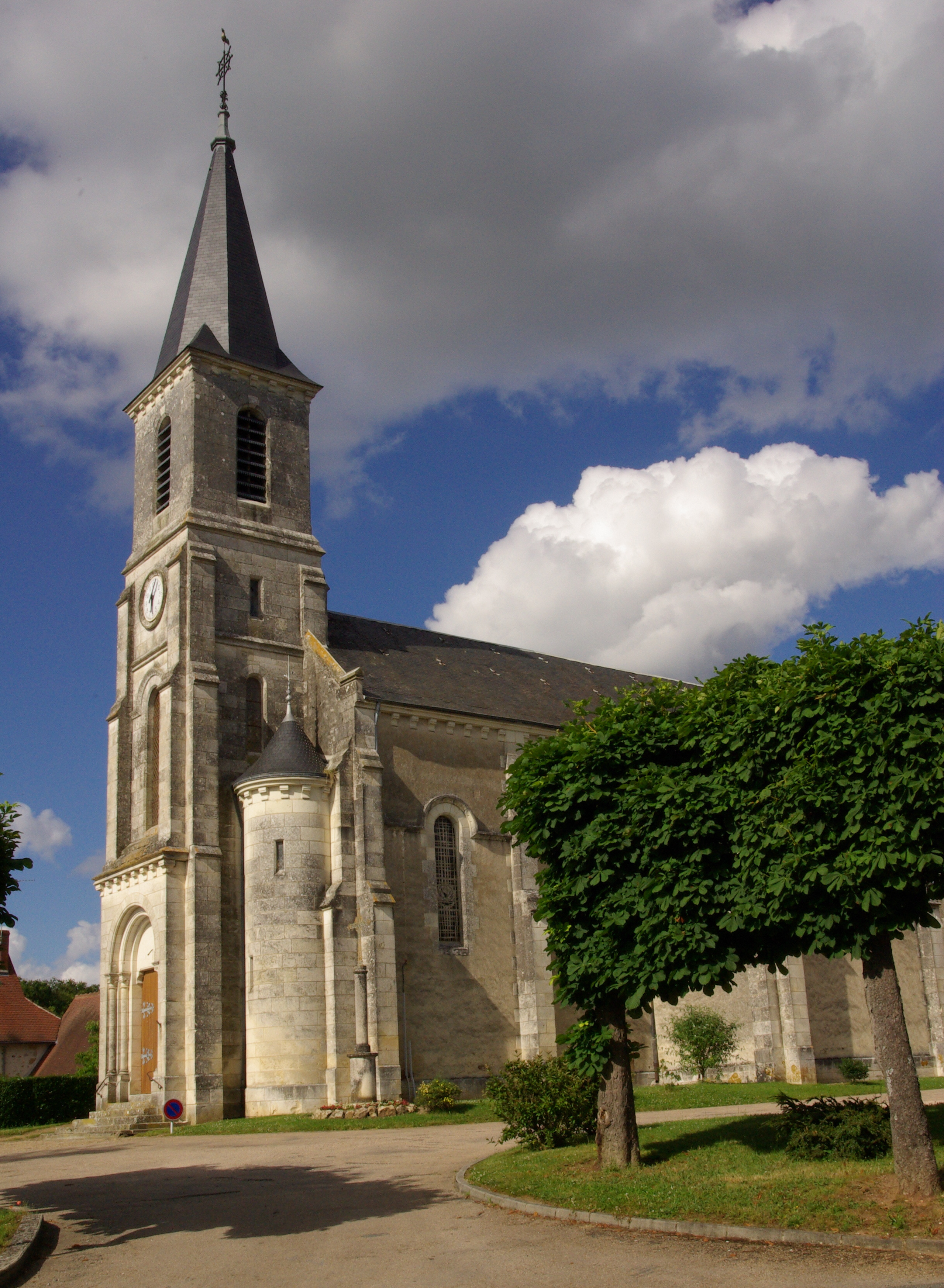
Церковь св. Петра и Павла
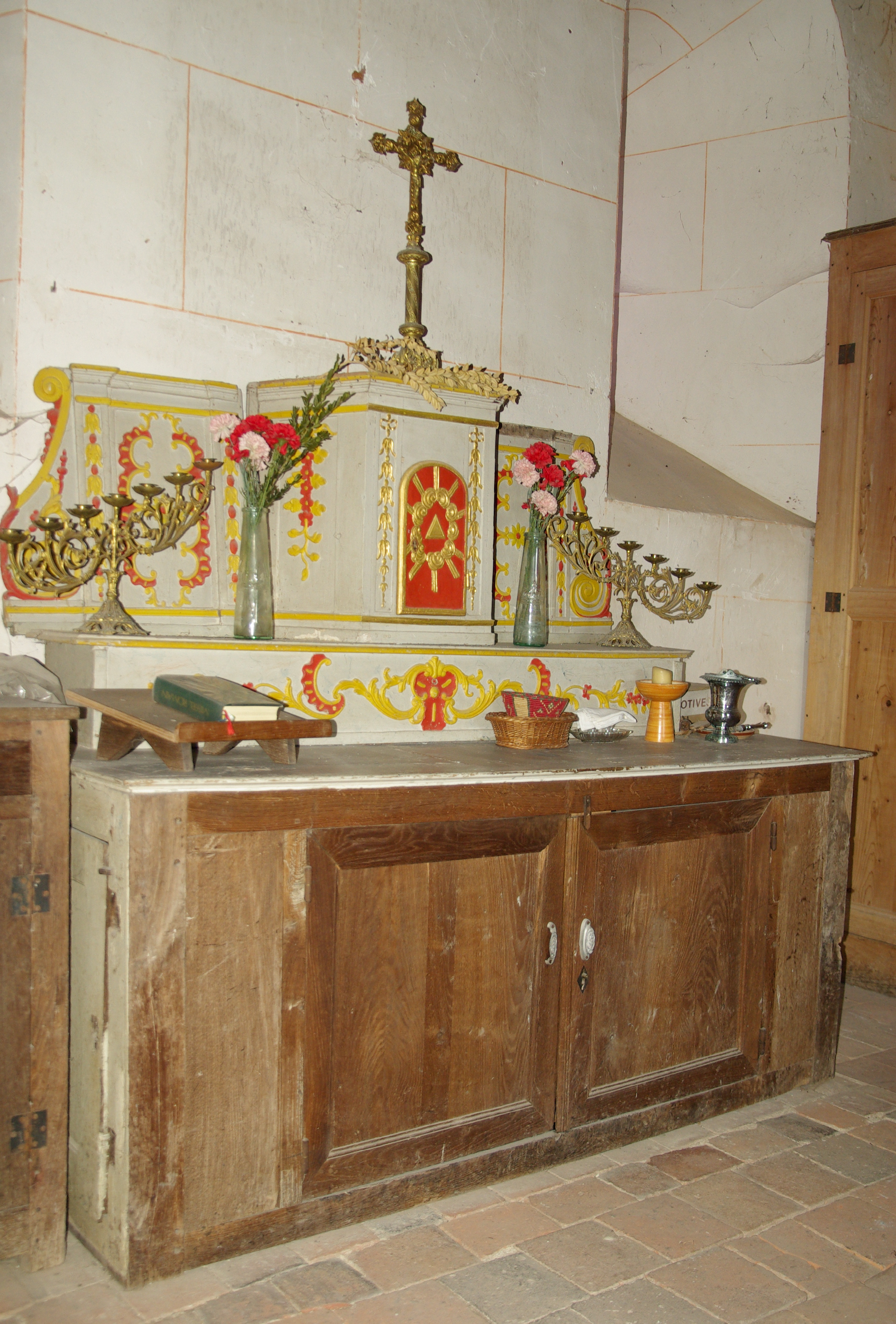
Алтарь старинной церкви
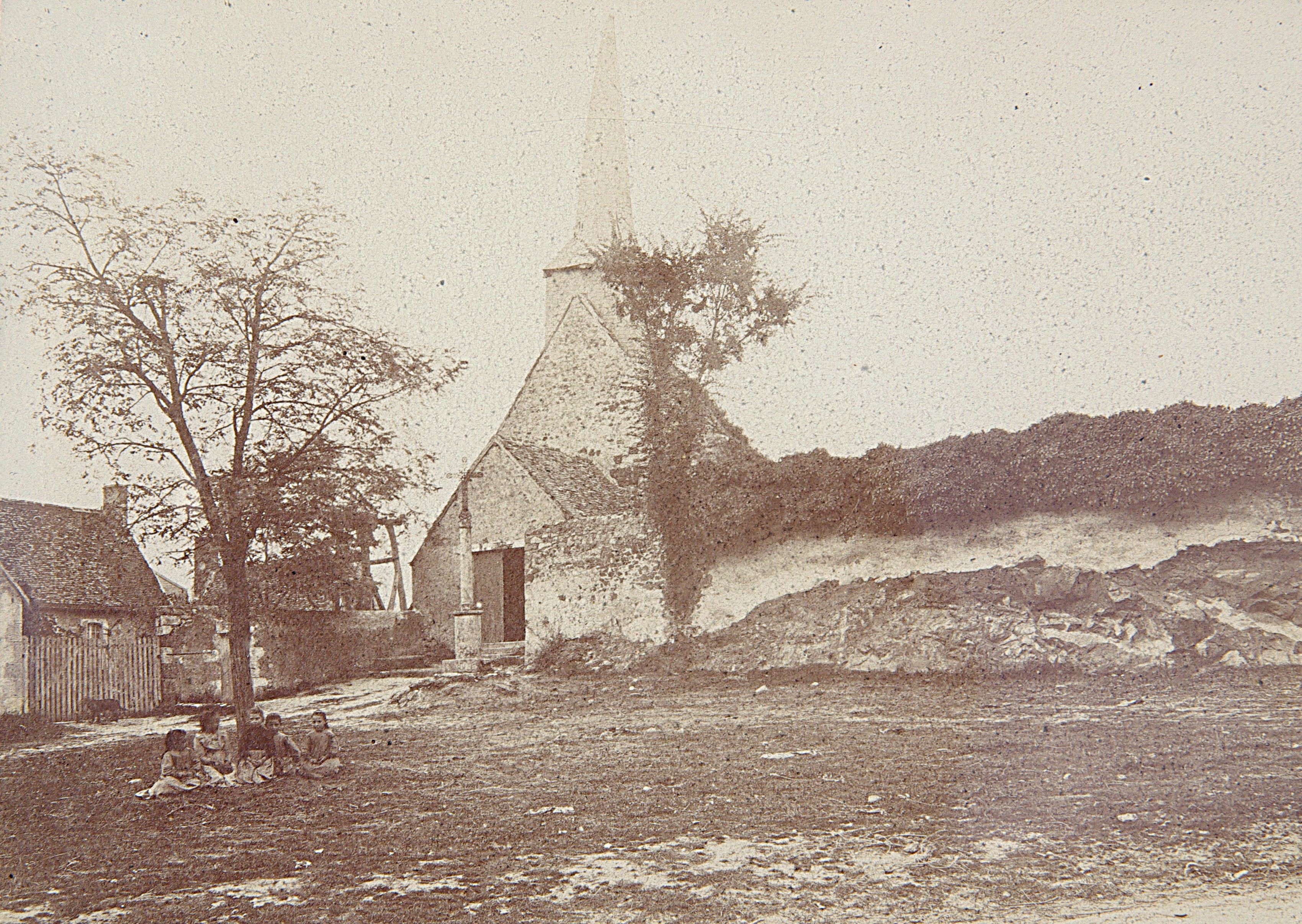
Старинная церковь, до 1900 года
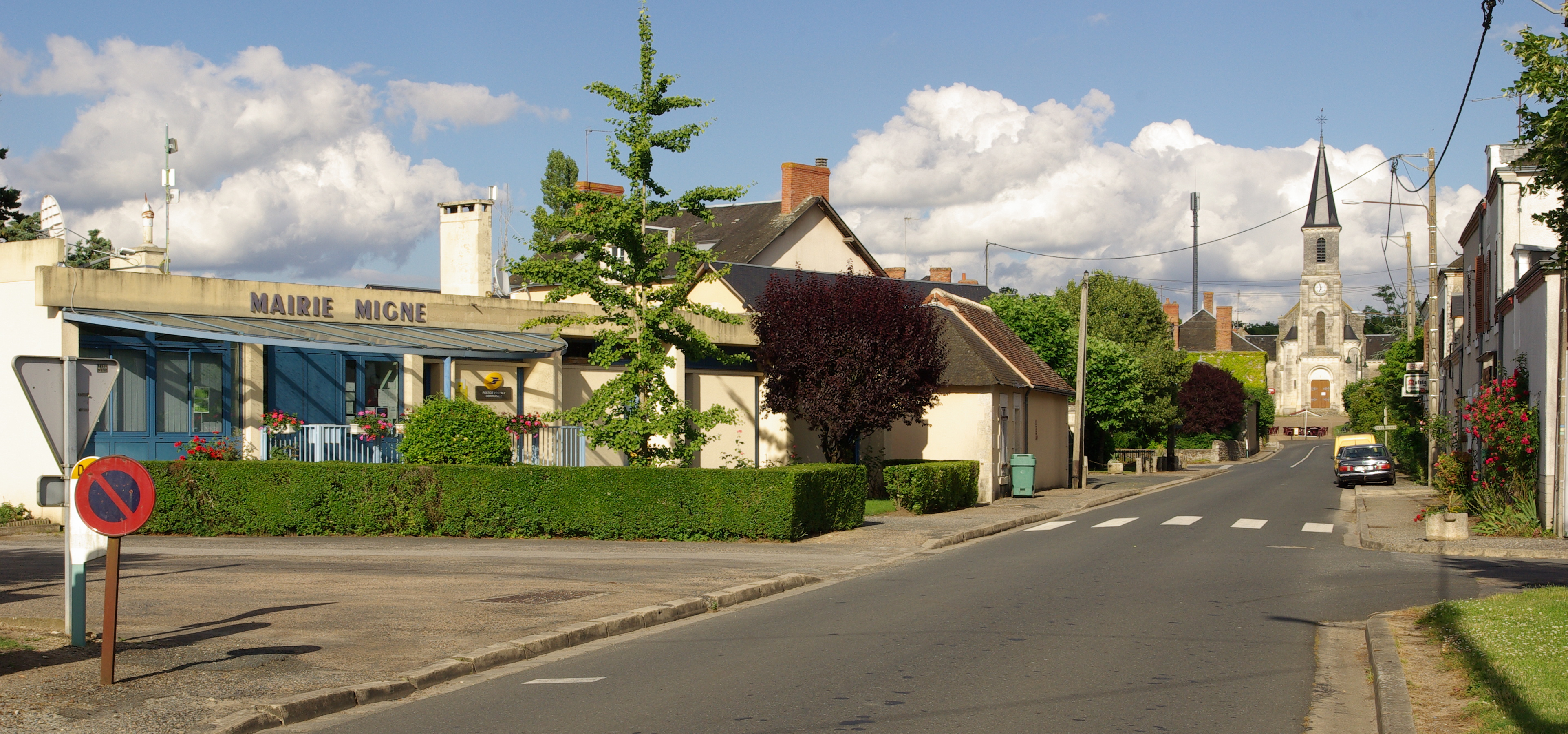
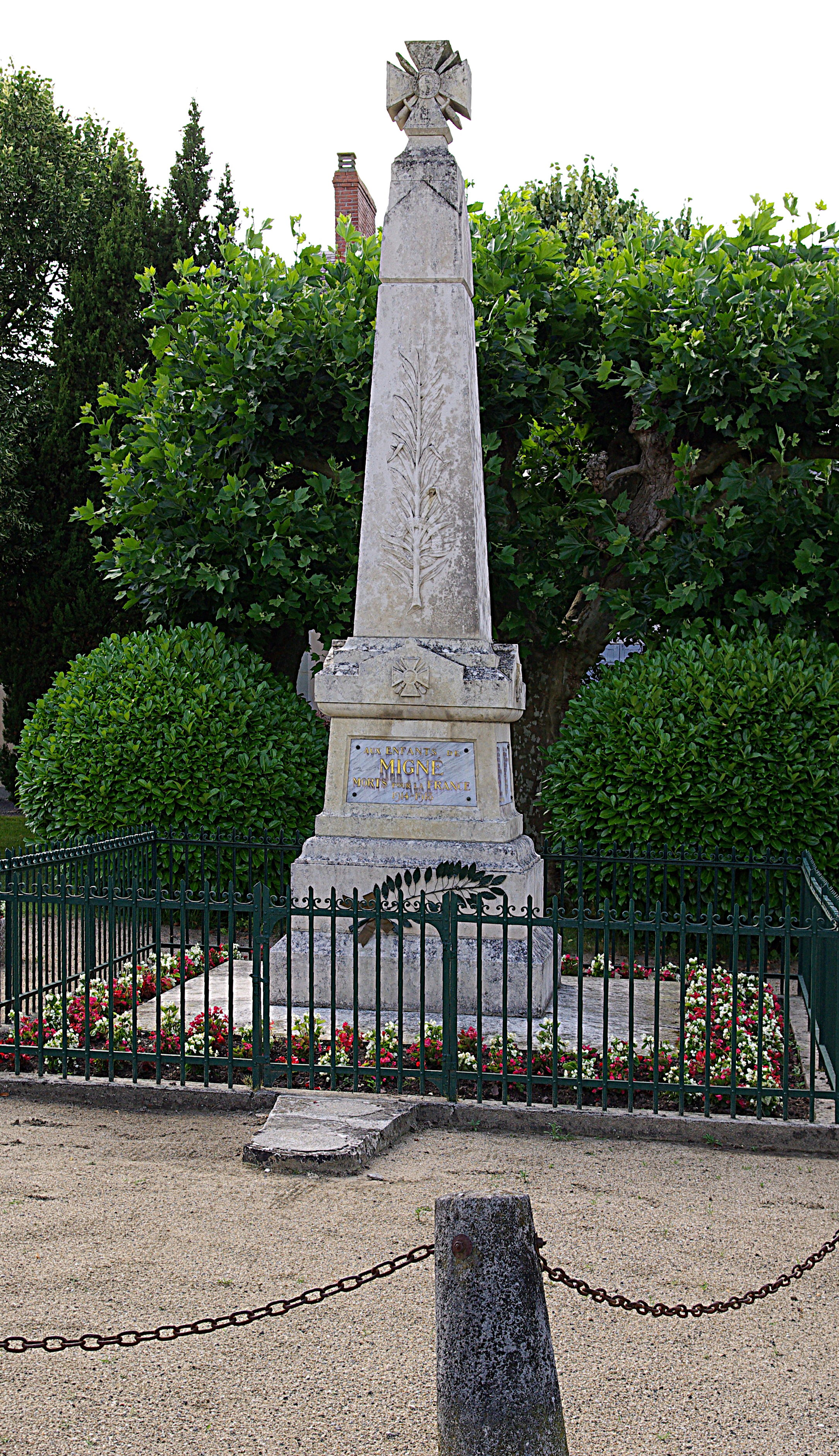
Военный мемориал